# Дебют Берда
Дебют Берда (Бёрда) — дебют, начинающийся ходом 1. f2—f4. Относится к фланговым началам.
Назван в честь английского мастера XIX века Генри Берда, разработавшего этот дебют. Среди фланговых дебютов, в отличие от весьма популярного английского начала, дебют Берда считается не самым перспективным способом получения перевеса ввиду раннего ослабления королевского фланга белых. Поэтому в гроссмейстерской практике это начало встречается редко. Среди игроков высокого класса, иногда применявших данный ход, можно назвать Бента Ларсена и Михаила Гуревича.

## Варианты
Дебют Берда часто переходит в другие начала, например, в королевский гамбит после 1. f4 e5 2. e4 или в сицилианскую защиту после 1. f4 c5 2. e4 или Атака Нимцовича 1.f4 d5 2.Kf3 c5 3.e3 Kc6 4.Cb5 Kf6 5.b3 e6 6.Cb2
Самостоятельное значение имеют гамбит Фрома и голландская защита в первой руке, рассматриваемые ниже.

### Гамбит Фрома
1. … e7—e5

2. f4:e5

В случае 2. g4?? Фh4X получается дурацкий мат — самый быстрый мат в классических шахматах.

2. … d7—d6

3. e5:d6 Сf8:d6

4. Кg1—f3 g7—g5

### Голландское построение за белых
1. … d7—d5

2. Кg1—f3 Кg8—f6

3. e2—e3 g7—g6

4. b2—b3 Сf8—g7
Вариант Тартаковера
1.f2-f4 d7-d5
2.e2-e3 g7-g6
3.c2-c4 Kg8-f6
4.Kb1-c3 Cf8-g7
5.Kg1-f3 0-0
6.Фd1-b3
Вариант Эплберри
f2-f4 Кg8-h6